# 루카 브레셀
루카 브레셀(네덜란드어: Luca Brecel, 1995년 3월 8일 ~ )은 벨기에의 프로 스누커 선수이다.